# Károly Garai
Károly (Karcsi) Garai (* 21. Mai 1899 in Budapest, Österreich-Ungarn; † 20. März 1942) (Pseudonym: Karl Kürschner) war ein ungarischer Kommunist und Journalist.

## Leben
Károly Garai wurde 1917/18 Mitglied der Sozialdemokratischen Partei Ungarns, 1918 Mitglied der Kommunistischen Partei Ungarns. Zur Zeit der Weimarer Republik war Garai auch in der KPD aktiv. Garai gelangte 1933 als Politemigrant in die UdSSR und erhielt die sowjetische Staatsbürgerschaft. Seit 1936 bei der „Deutschen Zentral-Zeitung“ (DZZ) angestellt, wurde er 1937 Leiter der Abteilung Auslandsinformation und stellvertretender verantwortlicher Redakteur, schließlich ab Juni 1937 (nach der Verhaftung von Julija Annenkowa am 31. Mai) Chefredakteur.
Garai wurde im Oktober 1937 verhaftet, am 4. November 1938 entlassen, am 22. Februar 1939 erneut verhaftet, später wieder entlassen. Anschließend zunächst Mitarbeiter der ungarischen Redaktion im Allunions-Rundfunkkomitee wurde er am 14. Juli 1940 wiederum verhaftet und am 10. September 1940 zu acht Jahren Lagerhaft verurteilt. Er starb am 20. März 1942 im Lager WjatLag am Fluss Wjatka.
Garai war mit Dorothea Garai, geb. Wennrich, verheiratet. Sie wurde ebenfalls repressiert, am 20. Januar 1937 verhaftet und am 17. April 1937 zu fünf Jahren Lager verurteilt.